# Heidi Lenhart
Heidi Noelle Lenhart (Los Angeles, 22 agosto 1973) è un'attrice e doppiatrice statunitense.

## Filmografia parziale

### Attrice
Cinema
- Maniac: Il virus che uccide (Perfect Victims), regia di Shuki Levy (1988)
- Trigger Fast, regia di David Lister (1994)
- Deadly Sins, regia di Michael Robison (1995)
- Crocodile 2: Death Swamp, regia di Gary Jones (2002)

Televisione
- Un perfetto piccolo omicidio (A Quiet Little Neighborhood, a Perfect Little Murder) - film TV (1990)
- California Dreams - 16 episodi (1992-1994)
- Sesso bendato (Blindfold: Acts of Obsession) - film TV (1994)
- Menendez: A Killing in Beverly Hills - film TV (1994)
- Saranno famosi a Los Angeles (Fame L.A.) - 21 episodi (1997-1998)
- La famiglia Addams si riunisce (Addams Family Reunion) - film TV (1998)
- Matrimonio per papà (Au Pair) - film TV (1999)
- Beverly Hills, 90210 - 6 episodi (2000)
- Matrimonio per papà 2 (Au Pair II) - film TV (2001)
- Vacanza in paradiso (Au Pair 3: Adventure in Paradise) - film TV (2009)

### Doppiatrice
- Le ali di Honneamise (王立宇宙軍 オネアミスの翼), regia di Hiroyuki Yamaga (1987)
- El Hazard: Wanderers - 11 episodi (1995-1996)
- La famiglia dei perché (The Why Why? Family) - 10 episodi (1996)
- Eagle Riders - 64 episodi (1996-1997)

## Vita privata
Dal 2002 al 2005 è stata sposata con l'attore canadese Robin Dunne, da cui ha divorziato. Anche nel secondo matrimonio ha divorziato, quello con il musicista e attore statunitense Chris Stills, figlio di Véronique Sanson e Stephen Stills, con cui è stata sposata dal 2006 al 2011.